# Олтер, Бейли
Бе́йли О́лтер (англ. Bailey Olter; 27 марта 1932, Мокил, Понпеи, Федеративные Штаты Микронезии — 16 февраля 1999, Колониа, Понпеи, Федеративные Штаты Микронезии) — политический деятель, второй вице-президент (1983—1987) и третий президент Федеративных Штатов Микронезии (1991 — 1996).
Родился в Мвоакиллоа, штат Понпеи, 27 марта 1932 года. Получил высшее образование в Гавайском университете, став бакалавром гуманитарных наук.
В 1965 году работал в качестве микронезийского советника делегации США в Совете подопечных территорий ООН. Также представлял штат Понпеи в Консультативном органе при верховном комиссаре и Совете Микронезии. Среди других должностей Олтера — президент Понпейской федерации кооперативной ассоциации, секретарь-казначей Понпейского рыболовного кооператива, инструктор в Центральной школе тихоокеанских островов.
В 1991 году стал третьим президентом Федеративных Штатов Микронезии, а в 1995 году был переизбран на второй срок. В июле 1996 года перенёс инсульт, после чего ушёл в отставку. После медицинского лечения в США, вернулся в июле 1997 года в Понпеи, где находился в окружении семьи вплоть до своей смерти 16 февраля 1999 года.
Был женат на Амалии Нанпеи Олтер. Имел 8 детей.